# Antepipona concava
Antepipona concava (лат.) — вид одиночных ос рода Antepipona из семейства Vespidae (Eumeninae). Эндемик Вьетнама. Видовой эпитет — латинское прилагательное concavus, означающее «вогнутый», и относится к глубокой вогнутости задней поверхности проподеума у этого вида.

## Распространение
Юго-Восточная Азия: центральный Вьетнам (национальный парк Ke Go National Researve, Cam Xuyen, провинция Хатинь).

## Описание
Чёрные осы с яркими желтоватыми отметинами, длина около 6 мм. Этот вид можно отличить от сородичей по следующей комбинации признаков: внутренние края сложного глаза сильно сходятся вентрально, в переднем виде примерно на 1,7× дальше друг от друга на вертексе, чем на наличнике; наличник с апикальным краем широко и глубоко выемчатым медиально, образуя довольно тупой зубец с каждой стороны, расстояние между зубцами равно почти половине ширины наличника между внутренними краями сложного глаза; проподеум с глубокими впадинами, впадины блестящие и с густой сильной пунктировкой, угол между дорсальной и задней поверхностями отогнут, задняя поверхность без килей; стернит SII не выпуклый в основании. Брюшко с коротким широким стебельком T1 (петиоль), который лишь немного уже второго тергита. Вид был впервые описан в 2024 году.